# Corral de las Arrimadas
Corral de las Arrimadas es una localidad española que forma parte del municipio de La Ercina, en la provincia de León, comunidad autónoma de Castilla y León.

## Geografía

### Ubicación
| Noroeste: La Devesa de Boñar          | Norte: La Devesa de Boñar | Noreste: La Devesa de Boñar         |
| Oeste: Santa Colomba de las Arrimadas |                           | Este: Barrillos de las Arrimadas    |
| Suroeste Candanedo de Boñar           | Sur: Lugán                | Sureste: Barrillos de las Arrimadas |

## Demografía
Evolución de la población
| Gráfica de evolución demográfica de Corral de las Arrimadas entre 2000 y 2023 |
|                                                                               |
| Población de derecho (2000-2023) según el padrón municipal del INE            |